# 塩入雄一郎
塩入 雄一郎（しおいり ゆういちろう、1978年 - ）は、日本のジャーナリスト・西日本新聞記者。

## 来歴
鹿児島県出身、北九州市立大学法学部卒。佐世保支局、筑豊総局、韓国釜山駐在、東京支社を経て、2020年8月から地域報道部福岡市政キャップ。